# Лангоат
Лангоа́т (фр. Langoat, брет. Langoad) — коммуна во Франции, находится в регионе Бретань. Департамент — Кот-д’Армор. Входит в состав кантона Трегье. Округ коммуны — Ланьон.
Код INSEE коммуны — 22101.

## География
Коммуна расположена приблизительно в 420 км к западу от Парижа, в 140 км северо-западнее Ренна, в 50 км к северо-западу от Сен-Бриё.
Вдоль восточной границы коммуны протекает река Жоди.

## Население
Население коммуны на 2016 год составляло 1 165 человек.
| 1962 | 1968 | 1975 | 1982 | 1990 | 1999 | 2010 | 2016 |
| ---- | ---- | ---- | ---- | ---- | ---- | ---- | ---- |
| 916  | 1062 | 941  | 894  | 942  | 1056 | 1124 | 1165 |

## Администрация
| Период | Период | Фамилия       | Партия       | Примечания |
| ------ | ------ | ------------- | ------------ | ---------- |
| 1995   | 2001   | Альбер Ле Кор |              |            |
| 2001   | 2014   | Жан ле Руа    | Разные левые |            |
| 2014   |        | Эрве Делиль   | Разные левые | фермер     |

## Экономика
В 2007 году среди 716 человек в трудоспособном возрасте (15—64 лет) 541 были экономически активными, 175 — неактивными (показатель активности — 75,6 %, в 1999 году было 69,7 %). Из 541 активных работали 497 человек (270 мужчин и 227 женщин), безработных было 44 (18 мужчин и 26 женщин). Среди 175 неактивных 63 человека были учениками или студентами, 63 — пенсионерами, 49 были неактивными по другим причинам.

## Достопримечательности
- Древняя стоянка Кастель-Дю. Исторический памятник с 1957 года[8]
- Усадьба Тревенно (XVI век). Исторический памятник с 1970 года[9]

## Фотогалерея

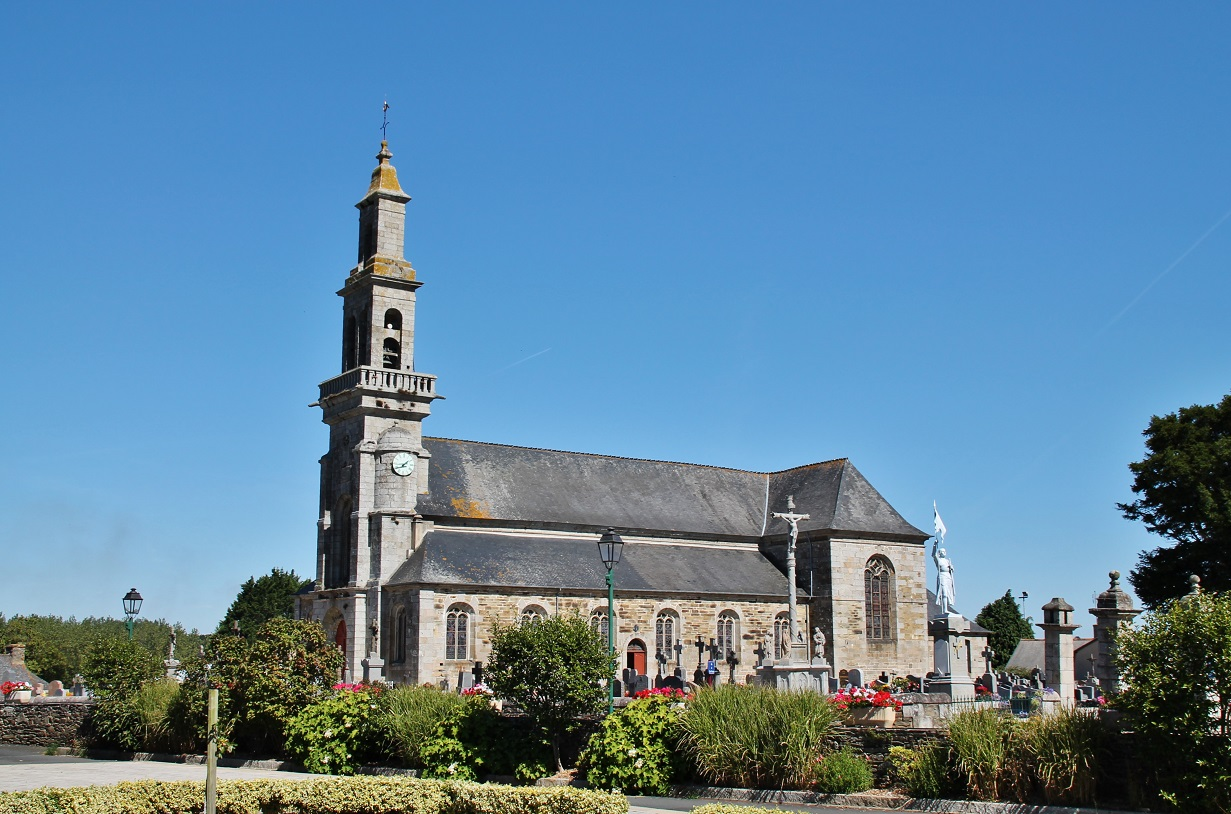
Церковь Сент-Помпе
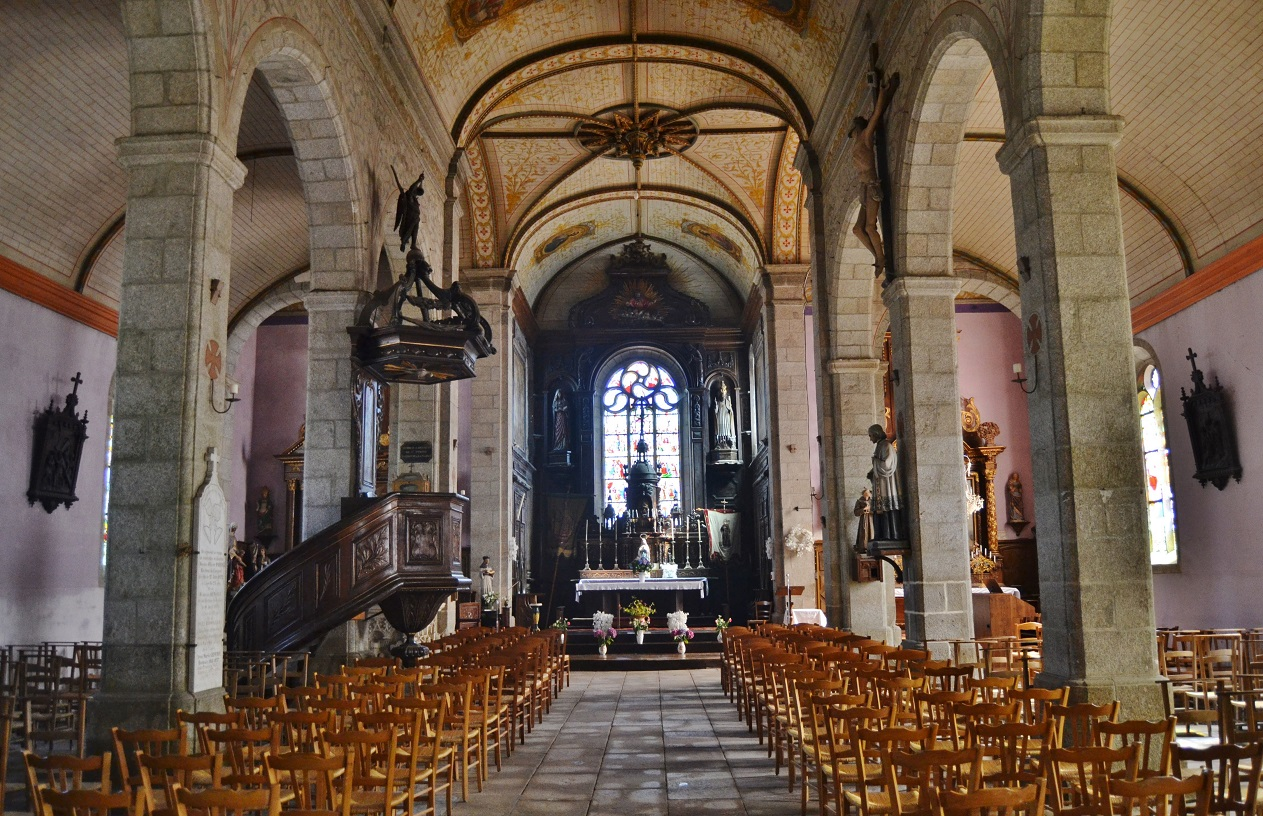
Интерьер церкви Сент-Помпе
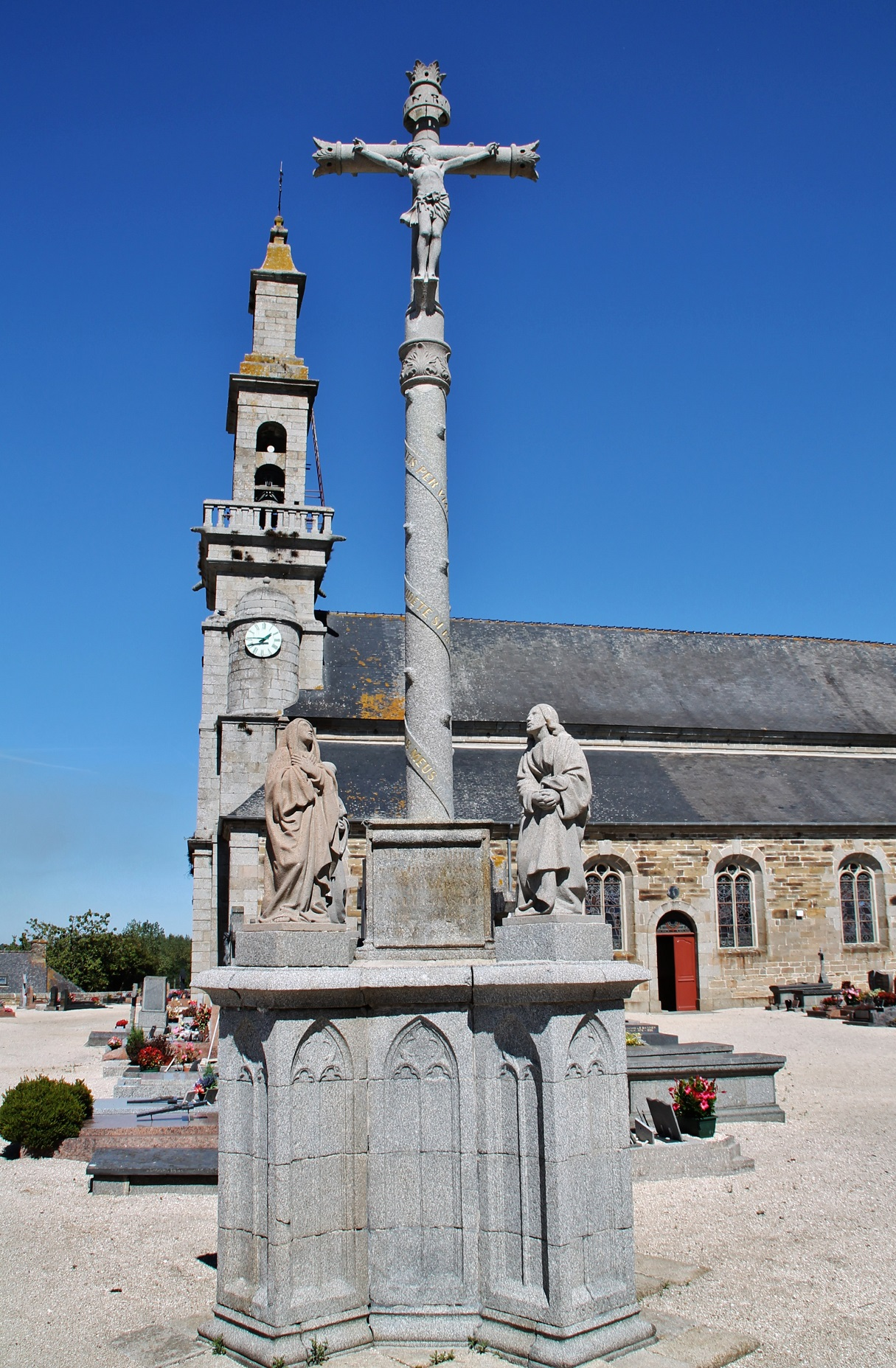
Распятие